# Dislocare

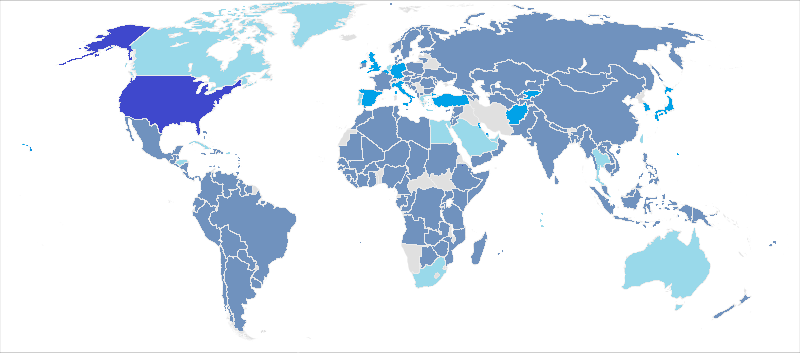
Dislocarea curentă (2013) a trupelor americane

Dislocarea este o mișcare a forțelor armate și a infrastructurii lor de sprijin logistic în întreaga lume, cel mai aldesea pe timp de pace.